# Élections communales de 2018 à Seraing
 (février 2021).
La mise en forme du texte ne suit pas les recommandations de Wikipédia : il faut le « wikifier ».
Les points d'amélioration suivants sont les cas les plus fréquents. Le détail des points à revoir est peut-être précisé sur la page de discussion.
- Les titres sont pré-formatés par le logiciel. Ils ne sont ni en capitales, ni en gras.
- Le texte ne doit pas être écrit en capitales (les noms de famille non plus), ni en gras, ni en italique, ni en « petit »…
- Le gras n'est utilisé que pour surligner le titre de l'article dans l'introduction, une seule fois.
- L'italique est rarement utilisé : mots en langue étrangère, titres d'œuvres, noms de bateaux, etc.
- Les citations ne sont pas en italique mais en corps de texte normal. Elles sont entourées par des guillemets français : « et ».
- Les listes à puces sont à éviter, des paragraphes rédigés étant largement préférés. Les tableaux sont à réserver à la présentation de données structurées (résultats, etc.).
- Les appels de note de bas de page (petits chiffres en exposant, introduits par l'outil «  Source ») sont à placer entre la fin de phrase et le point final[comme ça].
- Les liens internes (vers d'autres articles de Wikipédia) sont à choisir avec parcimonie. Créez des liens vers des articles approfondissant le sujet. Les termes génériques sans rapport avec le sujet sont à éviter, ainsi que les répétitions de liens vers un même terme.
- Les liens externes sont à placer uniquement dans une section « Liens externes », à la fin de l'article. Ces liens sont à choisir avec parcimonie suivant les règles définies. Si un lien sert de source à l'article, son insertion dans le texte est à faire par les notes de bas de page.
- La présentation des références doit suivre les conventions bibliographiques. Il est recommandé d'utiliser les modèles {{Ouvrage}}, {{Chapitre}}, {{Article}}, {{Lien web}} et/ou {{Bibliographie}}. Le mode d'édition visuel peut mettre en forme automatiquement les références.
- Insérer une infobox (cadre d'informations à droite) n'est pas obligatoire pour parachever la mise en page.

Pour une aide détaillée, merci de consulter Aide:Wikification.
Si vous pensez que ces points ont été résolus, vous pouvez retirer ce bandeau et améliorer la mise en forme d'un autre article.
Les élections communales de 2018 à Seraing se sont déroulées le 14 octobre 2018. Elles sont marquées par l’affrontement entre le PS et le PTB

## Forces en présence

### PS
Alain Mathot, bourgmestre socialiste de la ville, décide de ne pas se représenter au mayorat en raison de son implication dans une affaire judiciaire. La section locale choisit d’abord comme tête de liste Laura Crapanzano, avant de finalement désigner Francis Bekaert, président du CPAS.

### PTB
Le PTB, comme en 2012, choisit Damien Robert comme tête de liste.

### MR
Les libéraux désignent Fabian Culot pour mener le parti, et ouvrent leur liste, pareillement à 2012, à des dissidents du Centre démocrate humaniste.

### Ecolo
Jean Thiel mène la liste écologiste.

### DéFI
DéFI investit l’ancien président du cdH de Seraing, Gwenaël Sancinato

### cdH
La défection de son ancien président provoque de fortes dissensions au sein du cdH. Les chrétiens-démocrates présentent finalement une liste incomplète menée par Agnès Krawcyck.

## Campagne
La campagne est dominée par la confrontation entre le PS et le PTB, dont l’objectif de ce dernier est de renverser la majorité absolue détenue par les socialistes. La rivalité dérape quand Alain Mathot bouscule Damien Robert au terme d’un débat consacré à l’élection par la RTBF,.
Le cdH provoque une polémique en distribuant des tracts faisant référence au Renouveau charismatique catholique.

## Sondage
La Meuse réalise, un an avant le scrutin, un sondage qui donne le PTB vainqueur des élections, devant le PS.
Le journal réitère l’exercice six mois plus tard, avec les mêmes résultats.

## Résultats
Le PS conserve sa majorité absolue, bien qu’en forte baisse. Le cdH perd son seul élu communal.